# Пригородное (производственный комплекс)
«Пригородное» — производственный комплекс проекта «Сахалин-2», расположенный в Корсаковском городском округе Сахалинской области на берегу залива Анива. Включает в себя первый в России завод по производству сжиженного природного газа (СПГ), терминал отгрузки нефти (ТОН) и порт «Пригородное».

## Завод по производству сжиженного природного газа

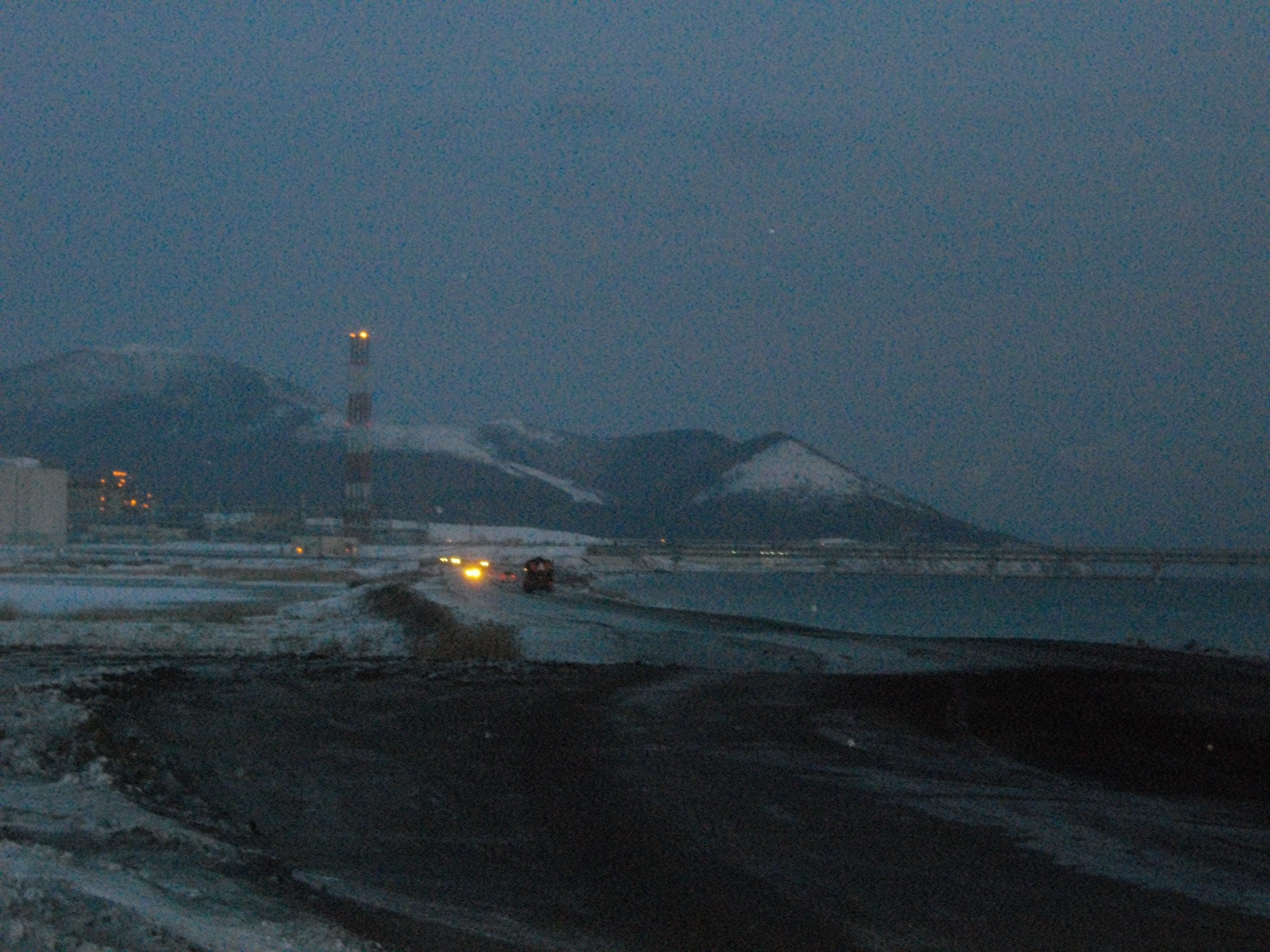
Вид на завод по сжижению природного газа

Завод по производству сжиженного природного газа (завод по производству СПГ) — первое предприятие подобного рода в России, открывшее для страны новые рынки экспорта газа.

### История
- Церемония запуска завода по производству СПГ состоялась в феврале 2009 г. Церемонию открывал Президент России Дмитрий Медведев. Среди почётных гостей на церемонии также присутствовали премьер-министр Японии Таро Асо, британский принц Эндрю, герцог Йоркский, министр экономики Королевства Нидерландов Мария ван дер Хувен[англ.], другие высокопоставленные государственные деятели из России и стран-партнёров по реализации проекта.

- Первая партия российского сжиженного природного газа была доставлена в марте 2009 года в Японию.

### Конструкция
- два резервуара хранения СПГ ёмкостью 100 000 м³ каждый;
- причал отгрузки СПГ;
- две технологические линии по производству СПГ мощностью по 4,8 миллионов тонн СПГ в год каждая;
- два сферических резервуара для хранения хладагента (пропана и этана) по 1600 м³ каждый (максимальная ёмкость);
- систему жидкого теплоносителя для подачи тепла различным технологическим потребителям;
- пять газотурбинных генераторов общей мощностью примерно 129 МВт электроэнергии;
- вспомогательные системы, включая станцию пневмообеспечения КИП и азотную станцию; а также системы дизельного топлива;
- очистные сооружения для обработки сточных вод и углесодержащих вод. Очистка воды соответствует самым высоким международным стандартам.

### Функции
Завод по производству СПГ предназначен для приёма, подготовки, переработки и сжижения природного газа.

### Технология
Для холодных климатических условий острова Сахалина была разработана особая технология сжижения газа на основе применения смешанного двойного хладагента DMR (double mixed refrigerant).Лицензиаром данной технологии является компания Shell.  Эта сложная технология была адаптирована к условиям холодных сахалинских зим для обеспечения максимальной производительности (применено воздушное охлаждение хладагента). В качестве силовых приводов компрессоров основного технологического холодильного цикла применены газовые турбины типа Frame7 производства General Electric Co.
Природный газ охлаждается до температуры минус 162-163 °C и переходит в жидкое состояние, с уменьшением объёма более чем в 600 раз. Это позволяет транспортировать СПГ в специальных танкерах-газовозах к регазификационным терминалам покупателей.
Ежегодно на завод подается порядка 13,8 млрд м³ газа, в основном с Лунского месторождения. На двух параллельных технологических линиях осуществляется подготовка, переработка и сжижение газа. На каждой технологической линии действуют следующие установки:
- установки удаления кислых газов;
- установки осушки газа на молекулярных ситах;
- установки удаления ртути с помощью активированного угля;
- установки фракционирования для производства хладагента и стабильного конденсата;
- установка сжижения газа.

После сжижения газ поступает для хранения в два изотермических резервуара объёмом 100 тыс. м³. резервуары представляют собой двухстенную конструкцию высотой 37 м и диаметром 67 м. СПГ хранится в резервуарах до подхода танкеров-газовозов.
Производительность завода — 9,6 млн тонн СПГ в год.

## Терминал отгрузки нефти
После подхода танкера начинается отгрузка нефти.
Терминал отгрузки нефти состоит из резервуаров для хранения нефти, отгрузочного трубопровода и выносного причального устройства (ВПУ) для загрузки танкеров. Терминал расположен с восточной стороны завода по производству СПГ.
Резервуары для хранения нефти представляют собой вертикальные цилиндрические стальные резервуары с «плавающей» крышей с огнестойким уплотнением. Диаметр резервуаров — 93 м, высота — 18 м. Ёмкость каждого резервуара — 95,4 тыс. м³.
Из резервуаров нефть поступает на ВПУ через подводный трубопровод. ВПУ выполняет функцию одноточечного причального устройства и расположен на расстоянии 4.5 км от берега. ВПУ может принимать нефтеналивные танкеры вместимостью от 40 тыс. м³ до 150 тыс. м³.
В 2020 г. «Сахалин Энерджи» произвела и отгрузила из порта Пригородное более 11,6 млн т СПГ, что составило около 178,6 стандартной партии СПГ (одна стандартная партия СПГ составляет 65,0 тыс. т).

## Порт «Пригородное»
Порт «Пригородное» — первый в России морской порт, построенный специально для обслуживания судов, перевозящих сжиженный природный газ (СПГ), и нефтеналивных танкеров.

### История
- Порт получил название «Пригородное» в сентябре 2007 года от названия бывшего посёлка на юге острова Сахалин, который находился в 13 км к югу от города Корсаков.
- Морской порт был открыт для захода иностранных судов распоряжением правительства РФ в мае 2008 года.
- Для содействия деятельности компании «Сахалин Энерджи» в морском порту Пригородное было учреждено закрытое акционерное общество «Порт Пригородное», которое является совместным предприятием на паритетной основе компаний «Сахалин Энерджи» и ОАО «Совкомфлот».